# UFC 20
UFC 20: Battle for the Gold è stato un evento di arti marziali miste organizzato dall'Ultimate Fighting Championship il 7 maggio 1999 al Boutwell Auditorium a Birmingham, Alabama. L'evento è stato visto dal vivo in pay per view negli Stati Uniti e successivamente pubblicato su home video.

## Retroscena
UFC 20 è stato l'evento finale di quello che l'UFC chiamava "The Road to the Heavyweight Title", una sorta di torneo che comprendeva quattro eventi, tenuto per determinare il campione dei pesi massimi dopo che Randy Couture aveva lasciato vacante il titolo (a causa di controversie contrattuali con l'UFC). Bas Rutten ha sconfitto Kevin Randleman diventando il nuovo campione dei pesi massimi in una controversa decisione divisa.
Gli arbitri dell'evento erano Mario Yamasaki (per la prima volta in un pay-per-view UFC) e John McCarthy.

## Risultati
- Incontro categoria Pesi Massimi:  Ron Waterman contro  Chris Condo

Waterman sconfisse Condo per KO Tecnico (pugni) a 0:28.
- Incontro categoria Pesi Leggeri:  Laverne Clark contro  Fabiano Iha

Clark sconfisse Iha per KO Tecnico (stop medico) a 1:31.
- Incontro categoria Pesi Leggeri:  Marcelo Mello contro  David Roberts

Mello sconfisse Roberts per KO Tecnico (pugni) a 1:23.
- Incontro categoria Pesi Medi:  Wanderlei Silva contro  Tony Petarra

Silva sconfisse Petarra per KO (ginocchiata) a 2:53.
- Incontro categoria Pesi Massimi:  Pete Williams contro  Travis Fulton

Williams sconfisse Fulton per sottomissione (armlock) a 6:28.
- Incontro categoria Pesi Massimi:  Pedro Rizzo contro  Tra Telligman

Rizzo sconfisse Telligman per KO (pugno) a 4:30.
- Incontro per il titolo dei Pesi Massimi:  Bas Rutten contro  Kevin Randleman

Rutten sconfisse Randleman per decisione divisa e divenne il nuovo campione dei pesi massimi.